# Pavel Aleksandrovič Katenin
Pavel Aleksandrovič Katenin, in russo Павел Александрович Катенин? (22 dicembre 1792 – 4 giugno 1853), è stato un poeta, drammaturgo e critico letterario russo.

## Biografia
Avido appassionato del teatro neoclassico, tradusse e adattò per i teatri russi diverse tragedie francesi. Si segnalò come autore di Andromeda (1809–19), considerata l'ultima vera tragedia in russo. Assertore della necessità di una letteratura di impronta nazionale, contribuì inoltre allo sviluppo del romanticismo russo.